# István Hildebrand
Pour les articles homonymes, voir Hildebrand.
Dans le nom hongrois Hildebrand István, le nom de famille précède le prénom, mais cet article utilise l’ordre habituel en français István Hildebrand, où le prénom précède le nom.
István Hildebrand, né le 26 septembre 1928 à Budapest (Hongrie) et mort dans la même ville le 29 mars 2022, est un directeur de la photographie hongrois, aussi réalisateur de vidéos.

## Filmographie partielle

### Au cinéma
- 1963 : Une rue comme il faut (Kertes házak utcája) de Tamás Fejér
- 1964 : The Golden Head de Richard Thorpe

### À la télévision
- 1982 : Mozart (feuilleton)

## Récompenses et distinctions
- Prix Béla Balázs (1960)